# Jaynes-Cummings-Modell

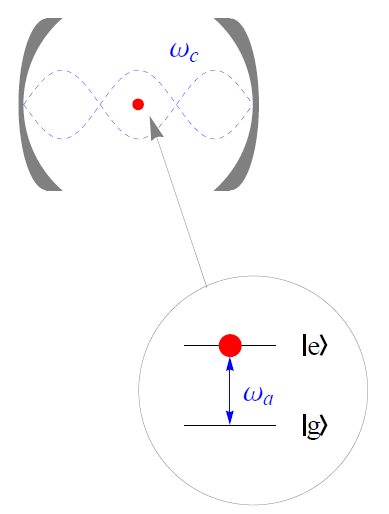
Darstellung wesentlicher Bestandteile des Jaynes-Cummings-Modells: Oben im Bild ist ein Atom gezeigt, das sich in einem Hohlraumresonator befindet, der lediglich eine einzige stehende Welle mit einem bestimmten k-Vektor zulässt. Unten ist gezeigt, dass das Atom als Zwei-Niveau-System modelliert wird.

Diagramm der Quantenoszillationen der atomaren Inversion (für mittlere Photonenzahl m = 576) auf der Grundlage der Formeln aus der Referenz

Das Jaynes-Cummings-Modell (nach Edwin Thompson Jaynes und Fred Cummings, auch Dressed-Atom-Modell (dt. etwa: „Modell des ‚bekleideten‘ Atoms“)) beschreibt die Wechselwirkung eines Atoms mit einem monochromatischen, resonanten Lichtfeld (ohne Betrachtung einer Polarisation). Es ist ein rein quantenmechanischer Ansatz, um die Energiewerte und Zustände des Gesamtsystems Atom-Lichtfeld zu bestimmen und um physikalische Phänomene, die bei dieser Wechselwirkung auftreten, zu erklären. Das Jaynes-Cummings-Modell ist das einfachste nicht-triviale Modell, das die Wechselwirkung eines Atoms mit einem elektromagnetischen Feld beschreibt.
Im Jaynes-Cummings-Modell werden Effekte verständlich, die im semiklassischen Rabi-Modell nicht erklärbar sind. Hierzu gehören unter anderem die Veränderung des Landé-Faktors in einem Hochintensitäts- und Hochfrequenzradiofrequenzfeld sowie eine physikalische Anschauung für das Mollow-Triplett und die Dipolkraft.
Im beschriebenen Modell werden sowohl das Atom als auch das Lichtfeld quantenmechanisch behandelt. Das Atom wird hierbei als Zweizustandssystem betrachtet, während das Feld nach den Regeln der Quantenfeldtheorie quantisiert wird. Die Berücksichtigung der Wechselwirkung zwischen Atom und Feld im Hamiltonoperator führt dazu, dass die Zustände des Atoms und des Lichtfeldes als eine Einheit dargestellt werden müssen und nicht mehr unabhängig voneinander betrachtet werden können (daher der Name des „bekleideten“ Atoms).

## Detaillierte Beschreibung

### Hamilton-Operator des Atoms
Das Atom wird als Zwei-Niveau-System betrachtet und kann sich entweder im Grundzustand {\displaystyle |g\rangle } mit Energie {\displaystyle E=0} oder im angeregten Zustand {\displaystyle |e\rangle } mit Energie {\displaystyle E=\hbar \omega _{\mathrm {a} }} befinden. Dabei bezeichnet {\displaystyle \omega _{\mathrm {a} }} die atomare Resonanzfrequenz.
Der Hamiltonoperator für das Atom allein ist damit
{\displaystyle H_{\mathrm {a} }=\hbar \omega _{\mathrm {a} }\sigma ^{+}\sigma ^{-}}
wobei {\displaystyle \sigma ^{+}=|e\rangle \langle g|} und {\displaystyle \sigma ^{-}=|g\rangle \langle e|} die Auf- und Absteigeoperatoren des Atoms sind.

### Hamilton-Operator des Feldes
In analoger Weise beschreibt man das Feld innerhalb des Resonators (engl. cavity) mit den bosonischen Erzeugungs- und Vernichtungsoperatoren für Photonen:
{\displaystyle H_{\mathrm {c} }=\hbar \omega _{\mathrm {c} }a^{\dagger }a}
{\displaystyle a^{\dagger }a} heißt auch Besetzungszahloperator. Somit sind die zugehörigen Energieeigenwerte {\displaystyle E_{\mathrm {c} }=\hbar \omega _{\mathrm {c} }n} des Feldes abhängig von der Anzahl der Photonen {\displaystyle n}.

### Wechselwirkungs-Hamiltonian
Schließlich beschreibt man die Wechselwirkung zwischen Feld und Atom in einem Wechselwirkungs-Hamiltonian (engl. interaction), der nach Anwendung der Rotating Wave Approximation nur noch zwei Terme enthält. Diese entsprechen dem Relaxieren des Atoms in den Grundzustand bei gleichzeitiger Erzeugung eines Photons und umgekehrt der Vernichtung eines Photons bei gleichzeitigem Aufsteigen des Atoms vom Grund- und den angeregten Zustand. Eine Konstante {\displaystyle g>0,\in \mathbb {R} } beschreibt die Stärke der Kopplung.
{\displaystyle H_{\mathrm {int} }=\hbar g\left(a^{\dagger }\sigma ^{-}+\sigma ^{+}a\right)}

### Jaynes-Cummings Hamiltonoperator
Der Hamilton-Operator des Gesamtsystems setzt sich aus den drei oben beschriebenen Termen zusammen:
{\displaystyle H_{\mathrm {JC} }=\overbrace {\hbar \omega _{\mathrm {a} }\sigma ^{+}\sigma ^{-}} ^{H_{\mathrm {a} }}+\overbrace {\hbar \omega _{\mathrm {c} }a^{\dagger }a} ^{H_{\mathrm {c} }}+\overbrace {\hbar g\left(a^{\dagger }\sigma ^{-}+\sigma ^{+}a\right)} ^{H_{\mathrm {int} }}}
Für zwei allgemeine Produktzustände {\displaystyle |g,n+1\rangle } und {\displaystyle |e,n\rangle }, die das Atom und die Anzahl der Photonen {\displaystyle n} im Resonator beschreiben, lässt sich der Jaynes-Cummings Hamiltonian ausdrücken als
{\displaystyle H_{\mathrm {JC} }^{(n)}=\hbar {\begin{pmatrix}(n+1)\omega _{c}&g{\sqrt {n+1}}\\[8pt]g{\sqrt {n+1}}&n\omega _{c}+\omega _{a}\end{pmatrix}}}
Die Matrixelemente abseits der Diagonalen beschreiben die Kopplung zwischen Atom und Feld. Man beachte, dass ohne die oben durchgeführte Rotating-Wave-Approximation eine solch kompakte Darstellung nicht so möglich wäre. Dieser Hamiltonian ist diagonalisierbar mit den Energie-Eigenwerten
{\displaystyle E_{n}^{\pm }={\frac {1}{2}}\hbar \delta \left(\pm {\sqrt {{\frac {\Omega _{n}^{2}}{\delta ^{2}}}+1}}-1\right)+(n+1)\hbar \omega _{c}}
In dieser Gleichung beschreibt {\displaystyle \delta =\omega _{\mathrm {c} }-\omega _{\mathrm {a} }} die Verstimmung zwischen atomarer Resonanz und der Frequenz des Lichtfeldes und {\displaystyle \Omega _{n}=2g{\sqrt {n+1}}} die n-Photonen Rabi-Frequenz, die im Gegensatz zum klassischen Modell auch für {\displaystyle n=0} Photonen nicht verschwindet (Vakuum-Rabi-Frequenz).
Die zugehörigen (noch nicht normalisierten) Eigenvektoren sind
{\displaystyle |n,\pm \rangle ={\frac {\delta \pm {\sqrt {\Omega _{n}^{2}+\delta ^{2}}}}{\Omega _{n}}}|g,n+1\rangle +1|e,n\rangle }
In der Original-Publikation verschoben Jaynes und Cummings den Energie-Nullpunkt genau zwischen die atomaren Energieniveaus, so dass der Hamiltonoperator sich zu
{\displaystyle H_{\mathrm {JC} }^{(n)'}=H_{\mathrm {JC} }^{(n)}-\mathbb {I} {\frac {\hbar \omega _{\mathrm {a} }}{2}}=\hbar {\begin{pmatrix}(n+1)\omega _{\mathrm {c} }-{\frac {\omega _{\mathrm {a} }}{2}}&g{\sqrt {n+1}}\\[8pt]g{\sqrt {n+1}}&n\omega _{\mathrm {c} }+{\frac {\omega _{a}}{2}}\end{pmatrix}}}
ergibt.
In diesem Fall sind die Energieeigenwerte
{\displaystyle E_{n}^{\pm }=\hbar \left(n+{\frac {1}{2}}\right)\omega _{\mathrm {c} }\pm {\frac {\hbar }{2}}{\sqrt {\Omega _{n}^{2}+\delta ^{2}}}}
Die Eigenvektoren lassen sich noch durch einen Mischungswinkel {\displaystyle \tan \left(2\vartheta \right)={\frac {\Omega _{n}}{\delta }}} parametrisieren:
{\displaystyle |n,-\rangle =\cos \left(\vartheta \right)|g,n+1\rangle -\sin \left(\vartheta \right)|e,n\rangle }
{\displaystyle |n,+\rangle =\sin \left(\vartheta \right)|g,n+1\rangle +\cos \left(\vartheta \right)|e,n\rangle }
Durch Berücksichtigung der Wechselwirkung verschieben sich die Energieniveaus, dieser Effekt nennt sich dynamische Starkverschiebung. Außerdem ändern sich die Eigenzustände des Atoms, die sich nun als eine Linearkombination des ursprünglichen Grund- und Anregungszustandes darstellen lassen. Diese gekoppelten Zustände bezeichnet man als dressed states oder bekleidete Zustände. Dadurch, dass nun beide Eigenzustände eine Beimischung der ursprünglichen Zustände enthalten, ergibt sich ein neues Absorptions- und Emissionsverhalten, das zum Beispiel das Auftreten des Mollow-Tripletts erklärt.

### Zusammenbruch und Wiederaufleben der Besetzung
Unter der Annahme, dass sich das Atom zum Zeitpunkt {\displaystyle t=0} im Grundzustand {\displaystyle |g\rangle } befindet, oszilliert die Wahrscheinlichkeit {\displaystyle p_{g}}, dass das Atom zum Zeitpunkt {\displaystyle t>0} im Grundzustand ist, cosinusförmig.
{\displaystyle p_{g}=\left|\langle g,n+1|\Psi \rangle (t)\right|^{2}\propto \cos ^{2}\left({\sqrt {\Omega _{n}^{2}+\delta ^{2}}}t\right)}
(Im Allgemeinen ist die Amplitude des Cosinus abhängig von der Verstimmung gedämpft.) Die Frequenz dieser Rabi-Oszillationen steigt mit der Photonenanzahl {\displaystyle n} gemäß obiger Definition von {\displaystyle \Omega _{n}}. Ist das elektromagnetische Feld klassisch (dies lässt sich quantenmechanisch z. B. mit einem kohärenten Zustand darstellen), dann sind viele {\displaystyle n} an der Wechselwirkung beteiligt und die Oszillationen für verschiedene {\displaystyle n} überlagern sich. Dabei kommt es zu destruktiver und konstruktiver Interferenz (bzw. Schwebungen), die sich darin äußert, dass das Atom lange Zeit nahezu unverändert in einem Zustand verharrt (Zusammenbruch) und dann {\displaystyle p_{g}} plötzlich wieder schnell oszilliert (Wiederaufleben). In englischsprachiger Literatur wird dieser Vorgang als collapse and revival bezeichnet.